# Šebettu
Der Name Šebettu (akkadisch) steht für zwei Dämonengruppen Babyloniens, die aus jeweils sieben Dämonen bestehen. Der Name Šebettu bedeutet „Die Sieben“.
Die bösen Sieben sind die Söhne des Himmelsgottes An (auch Anu), helfen aber dem Pestgott Erra. In einer anderen Überlieferung umschlingen sie den Mond und verursachen so eine Mondfinsternis. Sie essen Menschenfleisch und trinken Blut. Sie werden als Thronträger der Totengöttin Ereškigal bezeichnet. In der Astrologie der Babylonier werden die Šebettu mit den Plejaden identifiziert. Ihr Symbol sind sieben Punkte.
Die guten Šebettu sind Söhne des Enmešarra und bekämpfen die bösen Dämonen.